# Kemény Simon (katona)

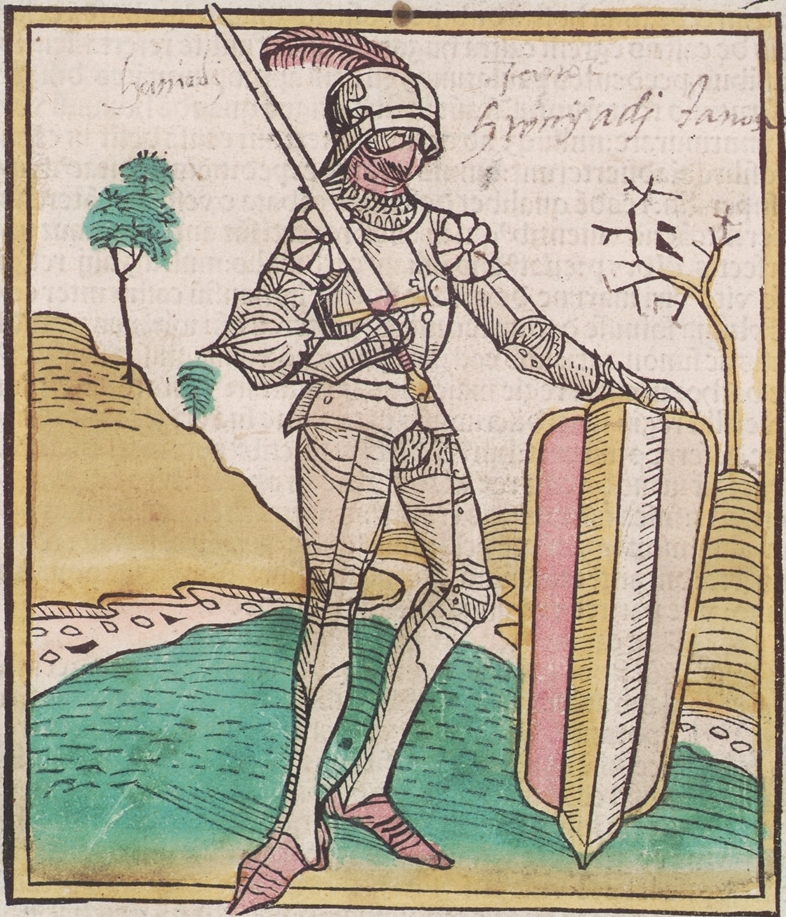
Hunyadi János páncélja, a Thuróczi-krónika illusztrációja (1499)

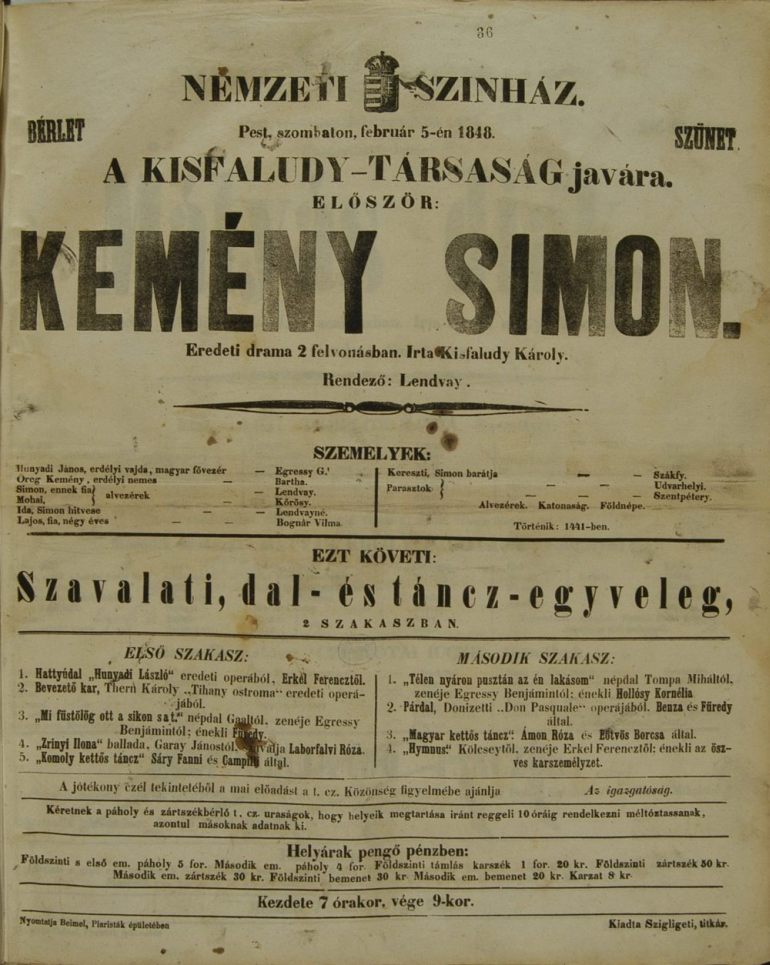
Kisfaludy Károly Kemény Simon című drámája előadásának plakátja 1848-ban

Kemény Simon (vagy Kamonyai Simon; ? – Szeben, 1442. március 25.) magyar katona, Hunyadi János familiárisa. Hunyadi egyik kedvenc katonája volt. Nevét a szebeni csatában játszott szerepe örökítette meg: itt halt hősi halált, amikor Hunyadival páncélt cserélve magára csalta az ellenséget. A magyar sereg tudomására jutott ugyanis, hogy a török sereget vezető Mezid bég a katonáinak megparancsolta Hunyadi levadászását és megölését, részletesen ismertetve a hadi páncélját, díszeit és fegyverzetét. Így a páncélcserével a csata folyamán Hunyadi tudta irányítani az ütközet lefolyását, amelynek a végén Mezid bég és fia is elesett a több ezer török harcos mellett. A történetet  Vörösmarty Mihály megörökítette Kemény Simon című balladájában, Bolyai Farkas a Kemény Simon, avagy a hazaszeretet áldozata című drámájában, valamint Kisfaludy Károly Kemény Simon című kétfelvonásos drámájában (1820). 
Hasonló eset már történt a magyar történelemben, amikor a posadai csatában Károly Róberttel cserélt páncélt (és halt hősi halált) Héderváry Dezső. Somogyi Győző festőművész megörökítette alakját a Magyar Hősök arcképcsarnokában.